# Troglocarcinus heimi
Troglocarcinus heimi är en kräftdjursart som beskrevs av Antoinette Fize och Serene 1955. Troglocarcinus heimi ingår i släktet Troglocarcinus och familjen Cryptochiridae. Inga underarter finns listade i Catalogue of Life.